# Elecciones presidenciales de Estados Unidos de 1836
Las elecciones presidenciales de Estados Unidos de 1836 son recordadas principalmente por tres razones: Fueron las últimas elecciones hasta 1988 en las que un vicepresidente en ejercicio fue elegido al cargo de presidente; fueron las únicas elecciones en las que un partido importante presentó a varios candidatos a la presidencia, puesto que el Partido Whig presentó a tres candidatos distintos en distintas regiones del país, esperando que cada uno fuese bastante popular para derrotar al demócrata Martin Van Buren en cada una de sus respectivas regiones, y que la Cámara de Representantes pudiera entonces decidir entre los candidatos competentes del Whig; a pesar de todo, esta estrategia falló, puesto que Van Buren ganó la mayoría del voto electoral, alcanzando así la presidencia; y fueron las primeras elecciones (y hasta el día de hoy las únicas), en las cuales la vicepresidencia fue decidida en una elección de contingencia desde el Senado.

## Candidaturas

### Partido Demócrata
El presidente Andrew Jackson decidió retirarse después de dos mandatos y apoyó a su vicepresidente, Martin Van Buren. Jackson aseguró su nombramiento en una reunión en Baltimore.

### Partido Whig
Los republicanos nacionales, se unieron a los demócratas disidentes, para formar el partido Whig. Incapaces de decantarse por un solo candidato, eligieron a varios de ellos en varias regiones del país para impedir que Van Buren alcanzase la mayoría. El Senador Daniel Webster, de Massachusetts actuó en Nueva Inglaterra; el que fuese general William Henry Harrison, en la parte oeste; y el senador de Tennessee, Hugh Lawson White, en el sur.

## Resultados
En esta ocasión los resultados favorecieron a Martin Van Buren, que alcanzó la presidencia con 170 votos electorales; a los que siguieron los 73 que obtuvo William Henry Harrison; Hugh Lawson White obtuvo 26; Daniel Webster, 14; y Willie Person Mangnum, 11.
- Datos: Q174492
- Multimedia: United States presidential election, 1836 / Q174492